# Stygnomma spinula
Stygnomma spinula – gatunek kosarza z podrzędu Laniatores i rodziny Stygnommatidae.
Gatunek ten opisany został po raz pierwszy w 1942 roku przez Clarence’a Jamesa Goodnighta i Marie Louise Goodnight pod nazwą Antagona spinula.
Pajęczak neotropikalny, znany tylko z Portoryka.